# Kopparberg (brasserie)
Pour les articles homonymes, voir Kopparberg (homonymie).
Kopparberg (suédois : Kopparbergs Bryggeri) est une brasserie située à Kopparberg en Suède. Fondée en 1882, elle est aujourd'hui, avec un chiffre d'affaires de 1,334 milliards de couronnes (2011), le deuxième plus grand acteur suédois du secteur, après Spendrups.

## Histoire
La Brasserie de Kopparberg est créée à l'origine pour la fabrication de bière légère. En 1988, elle passe sous le contrôle d'un consortium suisse qui recentre l'activité sur la production d'eau minérale, mais fait faillite en 1993. Deux frères, Peter et Dan-Anders Bronsman, reprennent alors l'affaire en partenariat avec le banquier Per-Olof Olsson et le maitre brasseur Wolfgang Voigt. La vente de bière reprend en octobre 1994. En 1995, un incendie ravage les caves de la brasserie. Après les travaux de réparation, Kopparberg se lance dans la fabrication d'un cidre doux qui connait un franc succès.
En 1999, l'entreprise rachète le club de football féminin du Landvetter IF, le club prenant alors le nom de la marque. Le club déménage en 2004 à Göteborg afin de poursuivre son développement, formant le Kopparbergs/Göteborg FC.
Au début des années 2000, Kopparberg prend le contrôle de plusieurs petits brasseurs économiquement fragiles. Ainsi, la Brasserie Sofiero (basée à Laholm) est achetée en 2000 tandis que la Brasserie Banco (basée à Skruv) et la Brasserie Zeunerts (basée à Sollefteå) sont acquises en 2002.

## Kopparberg aujourd'hui
Parmi les marques du groupe figure notamment Sofiero Original, qui est depuis 2003 la bière la plus vendue en Suède selon les chiffres du Systembolaget). On citera aussi les bières Kopparbergs Special Brew, Zeunerts Original, Swedish Elk, Fagerhult, Dansk Fadøl et Höga Kusten, les cidres Kopparberg, l'eau minérale Dufvemåla ou encore la boisson énergétique Frank's Energizer et la vodka Frank's Vodka
Le siège social, et le principal site de production, sont situés à Kopparberg. Les autres sites de production sont les anciennes brasseries Sofiero à Laholm, Banco à Skruv et Zeunerts à Sollefteå.
En 2011, le groupe comptait 261 employés et a dégagé un chiffre d'affaires de 1,334 milliards de couronnes pour un résultat net de 94,428 millions de couronnes.
En décembre 2020, le PDG Peter Bronsman annonce le retrait de la marque du club (dont il est alors également président) du Kopparbergs/Göteborg FC. Cela entraîne la disparition de l'équipe féminine élite du club, faute de financement suffisant.